# Парижский меридиан

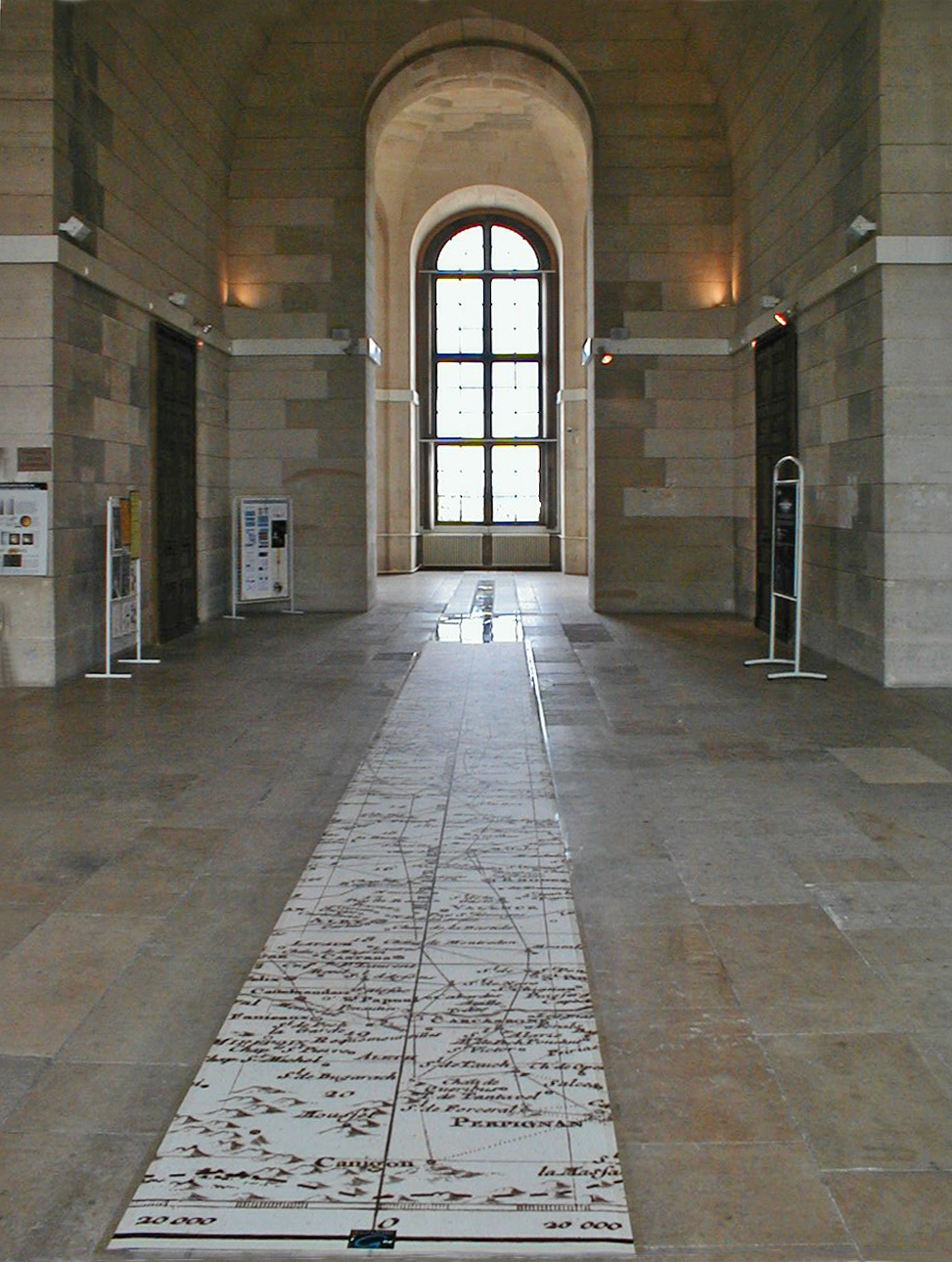
Зал Меридиан (зал Кассини) в Парижской обсерватории, 61 авеню де л’Обсерватуар (14-й округ). На полу расположен Парижский меридиан

Парижский меридиан — меридиан, проходящий через Парижскую обсерваторию. До Международной меридианной конференции 1884 года наряду с меридианом Ферро широко использовался в качестве нулевого меридиана для отсчёта географической долготы.

## История
История измерения Парижского меридиана насчитывает три столетия от правления Людовика XIV, когда была основана Парижская обсерватория, через год после создания Академии наук в 1666 году, до измерения нового меридиана Франции, инициированного Франсуа Перье при Третьей республике с 1870 по 1888 годы. Этот последний период соответствует созданию институтов Метрической конвенции. Особенность парижского меридиана состоит в том, что его определение астрономическими наблюдениями было дополнено с момента его происхождения измерениями геодезической триангуляции. При создании Королевской академии наук Парижа геодезия развивалась под влиянием французских астрономов с двойной целью установления карты Франции и определением размеров и формы Земли. Эти последние данные необходимы для расчёта расстояния от Земли до Солнца, расстояния, которое находится в начале астрономической единицы, текущее значение которой составляет 149 597 870 700 метров. В 1672 году, воспользовавшись проходом в марте вблизи Земли, Жан Рише в Кайенне, Жан-Доминик Кассини и Жан Пикар в Париже наблюдали параллакс и сделали первое измерение расстояния от Земли до Солнца. Согласно их наблюдениям и расчётам (основанным на законах Кеплера), расстояние от Земли до Солнца составляет 23 000 земных лучей. Таким образом, до изобретения новых методов измерения расстояний между звёздами определение фигуры Земли имело первостепенное значение в астрономии, поскольку диаметр Земли является единицей измерения всех небесных расстояний. Кроме того, Парижский меридиан связан с историей картографии в Великобритании, Испании и Алжире.